# Championnats d'Afrique de natation 2006
Navigation
Casablanca 2004 Johannesbourg 2008
La 8e édition des Championnats d'Afrique de natation se déroule à Dakar au Sénégal du 11 au 17 septembre 2006. Le pays accueille pour la première fois de son histoire cet événement bisannuel organisé par la Confédération africaine de natation amateur. Les épreuves se déroulent à la piscine olympique de Dakar sauf la dernière épreuve de la compétition qui est la traversée à la nage en eau libre Dakar-Gorée.
L'Afrique du Sud domine la compétition avec 40 médailles. L'Algérie et la Tunisie complètent le podium des nations les plus médaillées. 

## Podiums

### Hommes
| Épreuves               | Or                                                                                       | Argent                                                                               | Bronze                                                                                  |
| Nage libre             | Nage libre                                                                               | Nage libre                                                                           | Nage libre                                                                              |
| ---------------------- | ---------------------------------------------------------------------------------------- | ------------------------------------------------------------------------------------ | --------------------------------------------------------------------------------------- |
| 50 m                   | Salim Iles (ALG) 22 s 65                                                                 | Shaun Harris (RSA) 22 s 96                                                           | Jason Dunford (KEN) 23 s 31                                                             |
| 100 m                  | Nabil Kebbab (ALG) 50 s 57                                                               | Jason Dunford (KEN) 51 s 07                                                          | Shaun Harris (RSA) 51 s 29                                                              |
| 200 m                  | Nabil Kebbab (ALG) 1 min 52 s 05                                                         | Jason Dunford (KEN) 1 min 53 s 69                                                    | John Ellis (RSA) 1 min 54 s 65                                                          |
| 400 m                  | Ahmed Mathlouthi (TUN) 3 min 58 s 75                                                     | Mohamed Mettigi (TUN) 4 min 02 s 13                                                  | Mohamed Magdy (EGY) 4 min 02 s 92                                                       |
| 800 m                  | Mohamed Magdy (EGY) 8 min 21 s 12                                                        | Mohamed Mettigi (TUN) 8 min 22 s 74                                                  | Ahmed Mathlouthi (TUN) 8 min 24 s 00                                                    |
| 1 500 m                | Chad Ho (RSA) 15 min 52 s 52                                                             | Mohamed Magdy (EGY) 16 min 03 s 21                                                   | Ahmed Mathlouthi (TUN) 16 min 07 s 11                                                   |
| Brasse                 |                                                                                          |                                                                                      |                                                                                         |
| 50 m                   | Thabang Moeketsane (RSA) 28 s 95                                                         | Malick Fall (SEN) 29 s 47                                                            | Mehdi Hamama (ALG) 30 s 24                                                              |
| 100 m                  | Thabang Moeketsane (RSA) 1 min 03 s 39                                                   | Sofiane Daid (ALG) 1 min 03 s 78                                                     | Malick Fall (SEN) 1 min 04 s 18                                                         |
| 200 m                  | Sofiane Daid (ALG) 2 min 17 s 67                                                         | Thabang Moeketsane (RSA) 2 min 19 s 41                                               | Sherif Madkour (EGY) 2 min 23 s 73                                                      |
| Papillon               |                                                                                          |                                                                                      |                                                                                         |
| 50 m                   | Salim Iles (ALG) 24 s 75                                                                 | Jason Dunford (KEN) 24 s 88                                                          | Fouche Venter (RSA) 25 s 17                                                             |
| 100 m                  | Jason Dunford (KEN) 53 s 88                                                              | Ahmed Salah (EGY) 55 s 00                                                            | Fouche Venter (RSA) 55 s 40                                                             |
| 200 m                  | Ahmed Salah (EGY) 2 min 02 s 95                                                          | Sofiane Daid (ALG) 2 min 03 s 64                                                     | Mostafa Atef (EGY) 2 min 05 s 60                                                        |
| Dos                    |                                                                                          |                                                                                      |                                                                                         |
| 50 m                   | Jason Dunford (KEN) 26 s 83                                                              | David Dunford (KEN) 26 s 98                                                          | Stuart Rogers (RSA) 27 s 04                                                             |
| 100 m                  | David Dunford (KEN) 58 s 17                                                              | Stuart Rogers (RSA) 58 s 98                                                          | Naoufel Benabid (ALG) 59 s 26                                                           |
| 200 m                  | David Dunford (KEN) 2 min 06 s 48                                                        | Stuart Rogers (RSA) 2 min 06 s 74                                                    | Naoufel Benabid (ALG) 2 min 06 s 93                                                     |
| Quatre nages           |                                                                                          |                                                                                      |                                                                                         |
| 200 m                  | Taki Mrabet (TUN) 2 min 06 s 84                                                          | Ahmed Mathlouthi (TUN) 2 min 06 s 99                                                 | Mehdi Hamama (ALG) 2 min 07 s 14                                                        |
| 400 m                  | Stuart Rogers (RSA) 4 min 31 s 48                                                        | Taki Mrabet (TUN) 4 min 33 s 54                                                      | Mohamed Gadallah (EGY) 4 min 34 s 81                                                    |
| Relais                 |                                                                                          |                                                                                      |                                                                                         |
| 4 x 100 m nage libre   | Algérie Nabil Kebbab Badis Djendouci Naoufel Benabid Salim Iles 3 min 28 s 15            | Afrique du Sud Shaun Harris Ryan De Klerk Stuart Rogers Fouche Venter 3 min 28 s 47  | Égypte Mohamed El-Nady Ahmed Salah Ahmed Mustafa Abdel Rahman Al-Bakr 3 min 31 s 81     |
| 4 x 200 m nage libre   | Algérie Mehdi Hamama Ryad Djendouci Naoufel Benabid Nabil Kebbab 7 min 45 s 32           | Tunisie Mohamed Mettigi Anouar Ben Naceur Taki Mrabet Ahmed Mathlouthi 7 min 50 s 47 | Égypte Mohamed Magdy Mazen Aziz Mohamed Gadallah Abdel Rahman Al-Bakr 7 min 53 s 19     |
| 4 x 100 m quatre nages | Afrique du Sud Stuart Rogers Thabang Moeketsane Fouche Venter Shaun Harris 3 min 46 s 52 | Algérie Naoufel Benabid Sofiane Daid Nabil Kebbab Salim Iles 3 min 49 s 12           | Égypte Mohamed Tarek Salah Ayman Khattab Ahmed Salah Abdel Rahman Al-Bakr 3 min 53 s 34 |
| Nage en eau libre      |                                                                                          |                                                                                      |                                                                                         |
| 5 km nage en eau libre | Mazen Aziz (EGY)                                                                         | Chad Ho (RSA)                                                                        | Mohamed Gadallah (EGY)                                                                  |

### Femmes
| Épreuves               | Or                                                                                      | Argent                                                                                          | Bronze                                                                                          |
| Nage libre             | Nage libre                                                                              | Nage libre                                                                                      | Nage libre                                                                                      |
| ---------------------- | --------------------------------------------------------------------------------------- | ----------------------------------------------------------------------------------------------- | ----------------------------------------------------------------------------------------------- |
| 50 m                   | Sarra Chahed (TUN) 27 s 13                                                              | Marielle Rogers (RSA) 27 s 44                                                                   | Samantha Richter (ZIM) 27 s 56                                                                  |
| 100 m                  | Leone Vorster (RSA) 57 s 67                                                             | Sarra Chahed (TUN) 58 s 01                                                                      | Samantha Richter (ZIM) 59 s 44                                                                  |
| 200 m                  | Leone Vorster (RSA) 2 min 01 s 92                                                       | Maroua Mathlouthi (TUN) 2 min 06 s 81                                                           | Shrone Austin (SEY) 2 min 07 s 60                                                               |
| 400 m                  | Leone Vorster (RSA) 4 min 17 s 44                                                       | Natalie du Toit (RSA) 4 min 24 s 83                                                             | Shrone Austin (SEY) 4 min 26 s 21                                                               |
| 800 m                  | Maroua Mathlouthi (TUN) 8 min 57 s 69                                                   | Shrone Austin (SEY) 9 min 04 s 09                                                               | Natalie du Toit (RSA) 9 min 12 s 21                                                             |
| 1 500 m                | Shrone Austin (SEY) 17 min 07 s 28                                                      | Maroua Mathlouthi (TUN) 17 min 27 s 32                                                          | Natalie du Toit (RSA) 17 min 49 s 42                                                            |
| Dos                    |                                                                                         |                                                                                                 |                                                                                                 |
| 50 m                   | Lehesta Kemp (RSA) 30 s 96                                                              | Dina Hegazy (EGY) 31 s 22                                                                       | Khadija Ciss (SEN) 31 s 44                                                                      |
| 100 m                  | Lehesta Kemp (RSA) 1 min 04 s 93                                                        | Dina Hegazy (EGY) 1 min 05 s 51                                                                 | Karima Lahmar (ALG) 1 min 07 s 24                                                               |
| 200 m                  | Lehesta Kemp (RSA) 2 min 20 s 99                                                        | Tanya Bouffé (RSA) 2 min 22 s 03                                                                | Dina Hegazy (EGY) 2 min 23 s 07                                                                 |
| Brasse                 |                                                                                         |                                                                                                 |                                                                                                 |
| 50 m                   | Tamaryn Laubscher (RSA) 33 s 33                                                         | Meriem Lamri (ALG) 34 s 02                                                                      | Sara El Bekri (MAR) 34 s 05                                                                     |
| 100 m                  | Tamaryn Laubscher (RSA) 1 min 11 s 84                                                   | Meriem Lamri (ALG) 1 min 12 s 95                                                                | Sara El Bekri (MAR) 1 min 14 s 17                                                               |
| 200 m                  | Tamaryn Laubscher (RSA) 2 min 32 s 64                                                   | Sara El Bekri (MAR) 2 min 37 s 97                                                               | Lydia Yefsah (ALG) 2 min 38 s 93                                                                |
| Papillon               |                                                                                         |                                                                                                 |                                                                                                 |
| 50 m                   | Elzanne Werth (RSA) 28 s 57                                                             | Leone Vorster (RSA) 28 s 65                                                                     | Samantha Richter (ZIM) 29 s 13                                                                  |
| 100 m                  | Elzanne Werth (RSA) 1 min 02 s 57                                                       | Fella Bennaceur (ALG) 1 min 03 s 41                                                             | Meriem Meddeb (TUN) 1 min 04 s 42                                                               |
| 200 m                  | Sarah Hadjabderahmane (ALG) 2 min 16 s 72                                               | Louise Smyth (RSA) 2 min 19 s 26                                                                | Meriem Meddeb (TUN) 2 min 24 s 06                                                               |
| Quatre nages           |                                                                                         |                                                                                                 |                                                                                                 |
| 200 m                  | Tamaryn Laubscher (RSA) 2 min 21 s 76                                                   | Maroua Mathlouthi (TUN) 2 min 22 s 85                                                           | Tanya Bouffé (RSA) 2 min 23 s 91                                                                |
| 400 m                  | Maroua Mathlouthi (TUN) 4 min 55 s 58                                                   | Souad Nafisa Cherouati (ALG) 5 min 03 s 50                                                      | Shrone Austin (SEY) 5 min 09 s 15                                                               |
| Relais                 |                                                                                         |                                                                                                 |                                                                                                 |
| 4 x 100 m nage libre   | Afrique du Sud Elzanne Werth Tamaryn Laubscher Lehesta Kemp Leone Vorster 3 min 55 s 95 | Tunisie Sarra Chahed Nadia Chahed Meriem Meddeb Maroua Mathlouthi 3 min 58 s 17                 | Algérie Fella Bennaceur Souad Nafisa Cherouati Sarah Hadjabderahmane Kenza Matoub 4 min 03 s 40 |
| 4 x 200 m nage libre   | Afrique du Sud Leone Vorster Elzanne Werth Louise Smyth Tamaryn Laubscher 8 min 36 s 20 | Algérie Kenza Matoub Fella Bennaceur Souad Nafisa Cherouati Sarah Hadjabderahmane 8 min 40 s 60 | Tunisie Sarra Chahed Raoudha Rebai Meriem Meddeb Maroua Mathlouthi 8 min 45 s 86                |
| 4 x 100 m quatre nages | Afrique du Sud Lehesta Kemp Tamaryn Laubscher Elzanne Werth Leone Vorster 4 min 18 s 74 | Algérie Karima Lahmar Meriem Lamri Sarah Hadjabderahmane Fella Bennaceur 4 min 27 s 09          | Égypte Dina Hegazy Salma Raouf Gasser Mai Atef Heba Yehia 4 min 30 s 18                         |
| Nage en eau libre      |                                                                                         |                                                                                                 |                                                                                                 |
| 5 km nage en eau libre | Louise Smyth (RSA)                                                                      | Noufissa Chbihi (MAR)                                                                           | Sarah Hadjabderahmane (ALG)                                                                     |